# Borutzkyella ravesi
Borutzkyella ravesi is een pissebed uit de familie Buddelundiellidae. De wetenschappelijke naam van de soort is voor het eerst geldig gepubliceerd in 1973 door Borutzkii.